# Млинкі (Люблінське воєводство)
Млинкі (пол. Młynki) — село в Польщі, у гміні Конськоволя Пулавського повіту Люблінського воєводства.
Населення — 596 осіб (2011).

## Демографія
Демографічна структура станом на 31 березня 2011 року:
|          | Загалом | Допрацездатний вік | Працездатний вік | Постпрацездатний вік |
| -------- | ------- | ------------------ | ---------------- | -------------------- |
| Чоловіки | 292     | 57                 | 202              | 33                   |
| Жінки    | 304     | 53                 | 173              | 78                   |
| Разом    | 596     | 110                | 375              | 111                  |